# Cinara pinivora
Cinara pinivora là một loài côn trùng trong họ Aphididae. Loài này được Wilson miêu tả khoa học đầu tiên năm 1919.
Đây là loài gây hại của các cây trong chi Pinus, phát triển phổ biến ở Brazil.